# 訃報 1989年1月
訃報 1989年1月（ふほう 1989ねん1がつ）では、1989年（昭和64年/平成元年）1月中に物故した、又は物故が報じられた人物についてまとめる。

## （1日 - 15日）

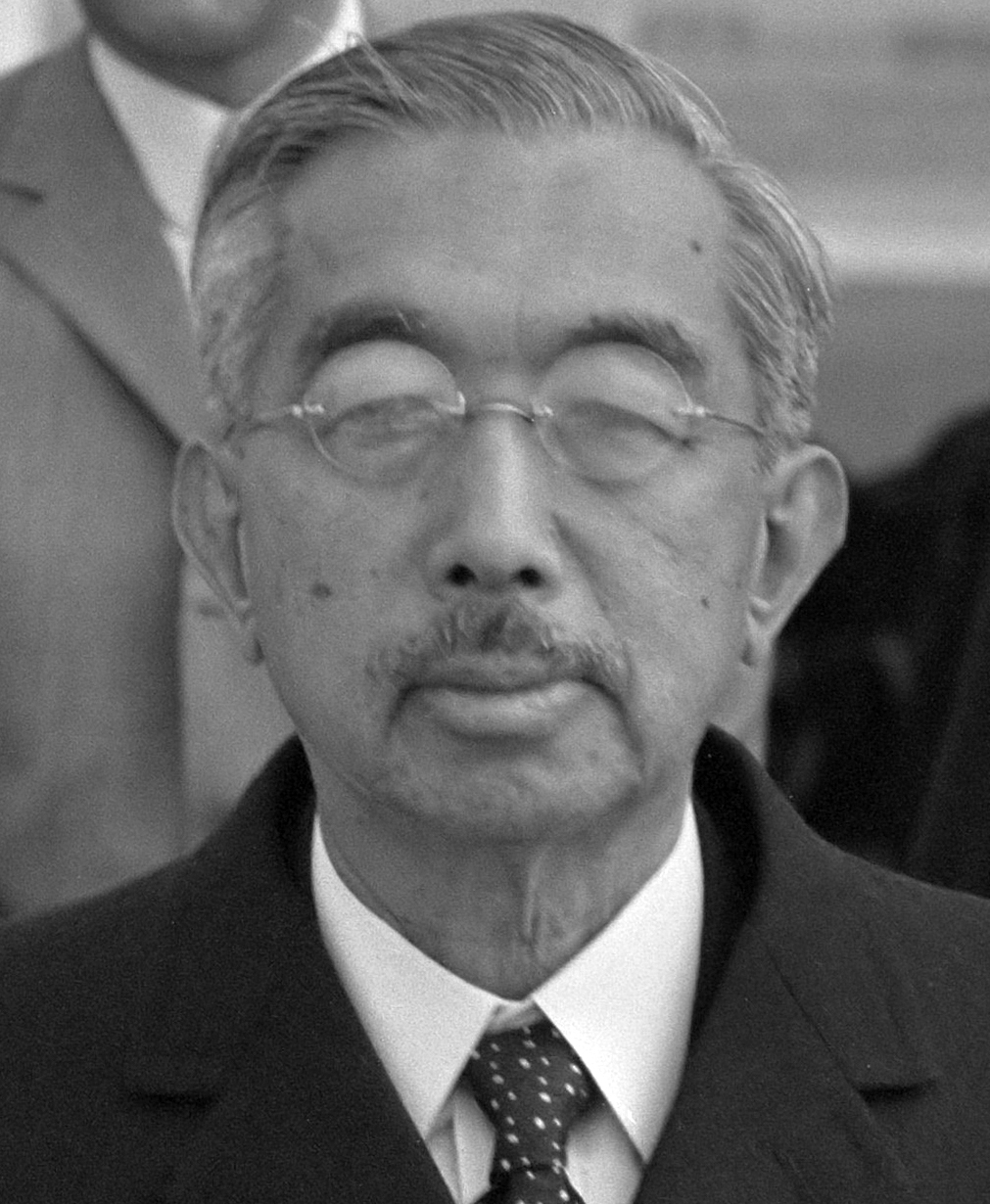
昭和天皇／1月7日没

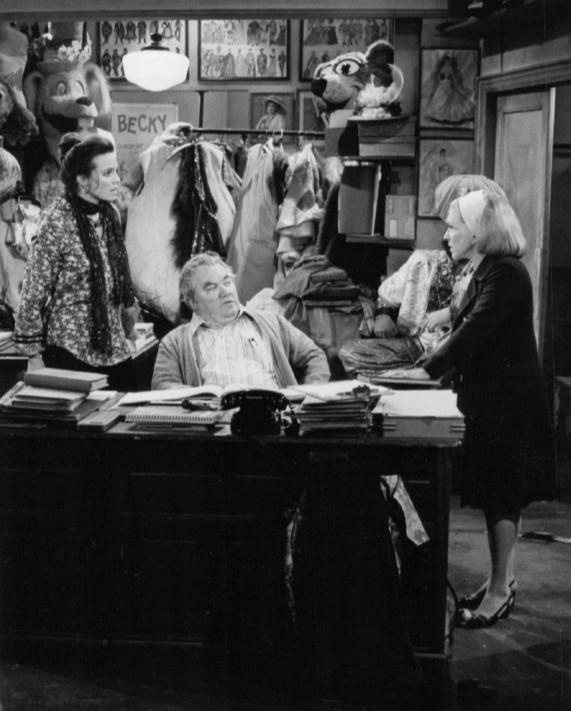
ケネス・マクミラン（中央）／1月8日没

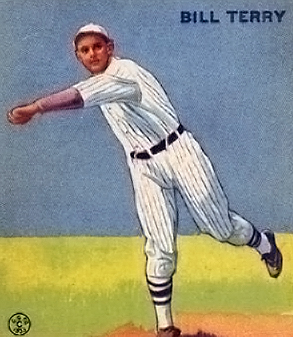
ビル・テリー／1月9日没

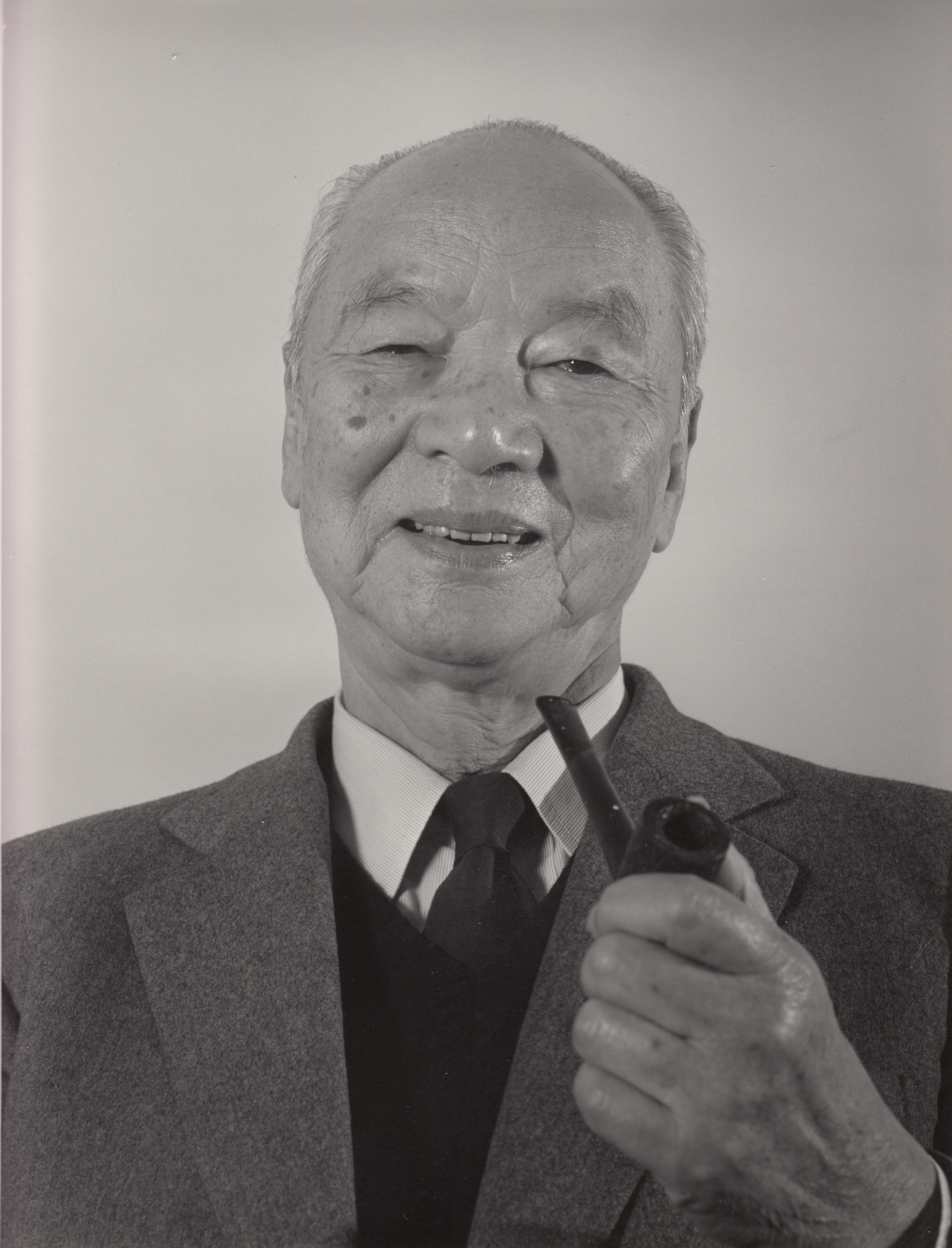
松本重治／1月10日没

- 1月2日 - 北見日吉、日本の政治家、元木更津市市長、木更津市名誉市民、木更津音楽協会長（*1906年）[1]
- 1月3日 - 才賀明[要出典]、脚本家（* 1932年）
- 1月6日 - 間宮精一、発明家・カメラ設計者（* 1899年）
- 1月7日 - 昭和天皇、日本国第124代天皇。元大日本帝国陸軍・海軍大元帥（* 1901年）
- 1月7日 - 若國一男、元十両力士（* 1927年）
- 1月8日 - 上田三四二、歌人・小説家（* 1923年）
- 1月8日 - ケネス・マクミラン、俳優（* 1932年）
- 1月9日 - ビル・テリー、メジャーリーガー（* 1898年）
- 1月10日 - 松本重治、ジャーナリスト（* 1899年）
- 1月11日 - 山崎平八郎、官僚、政治家、元国土庁長官（* 1911年）

## （16日 - 31日）

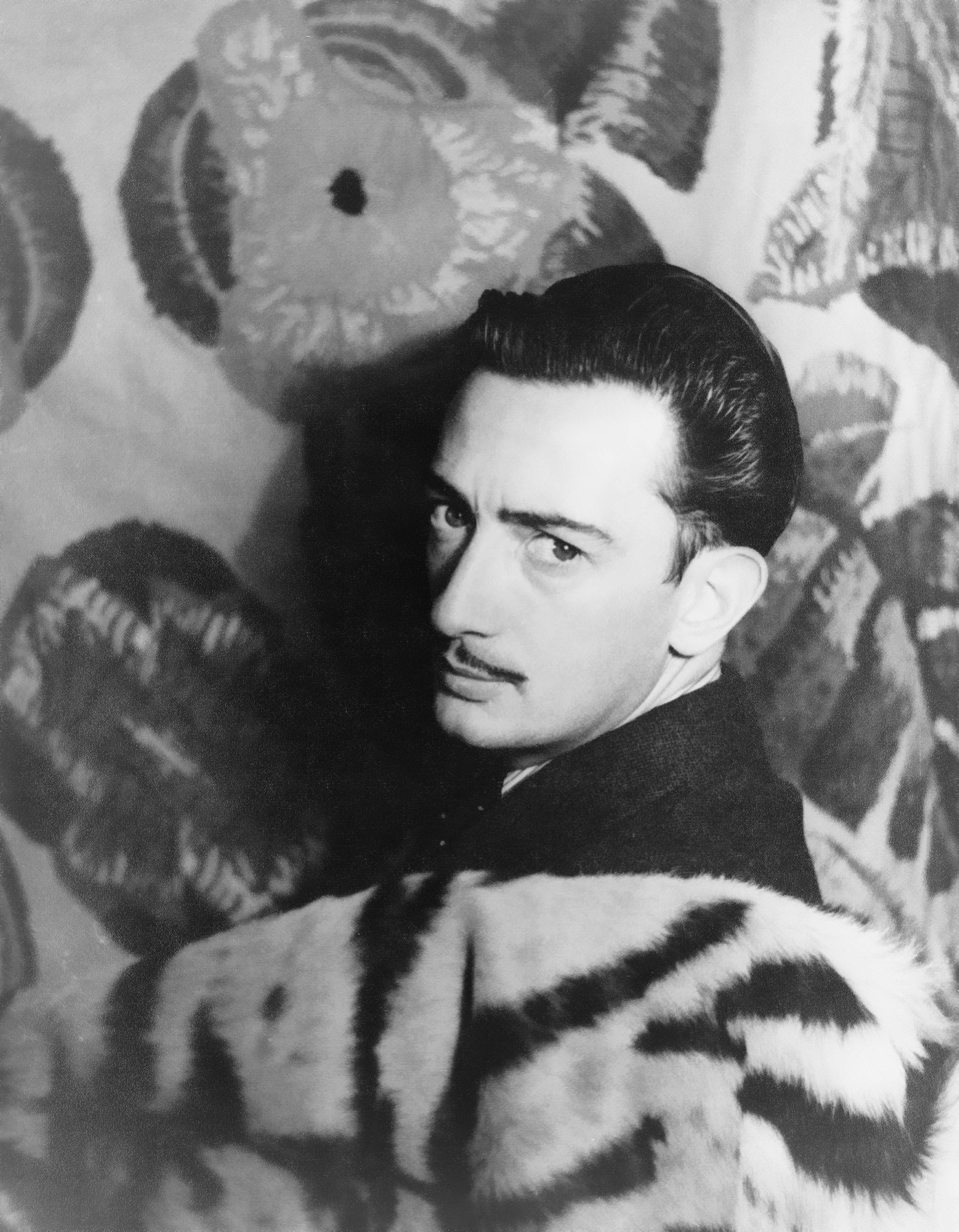
サルバドール・ダリ／1月23日没

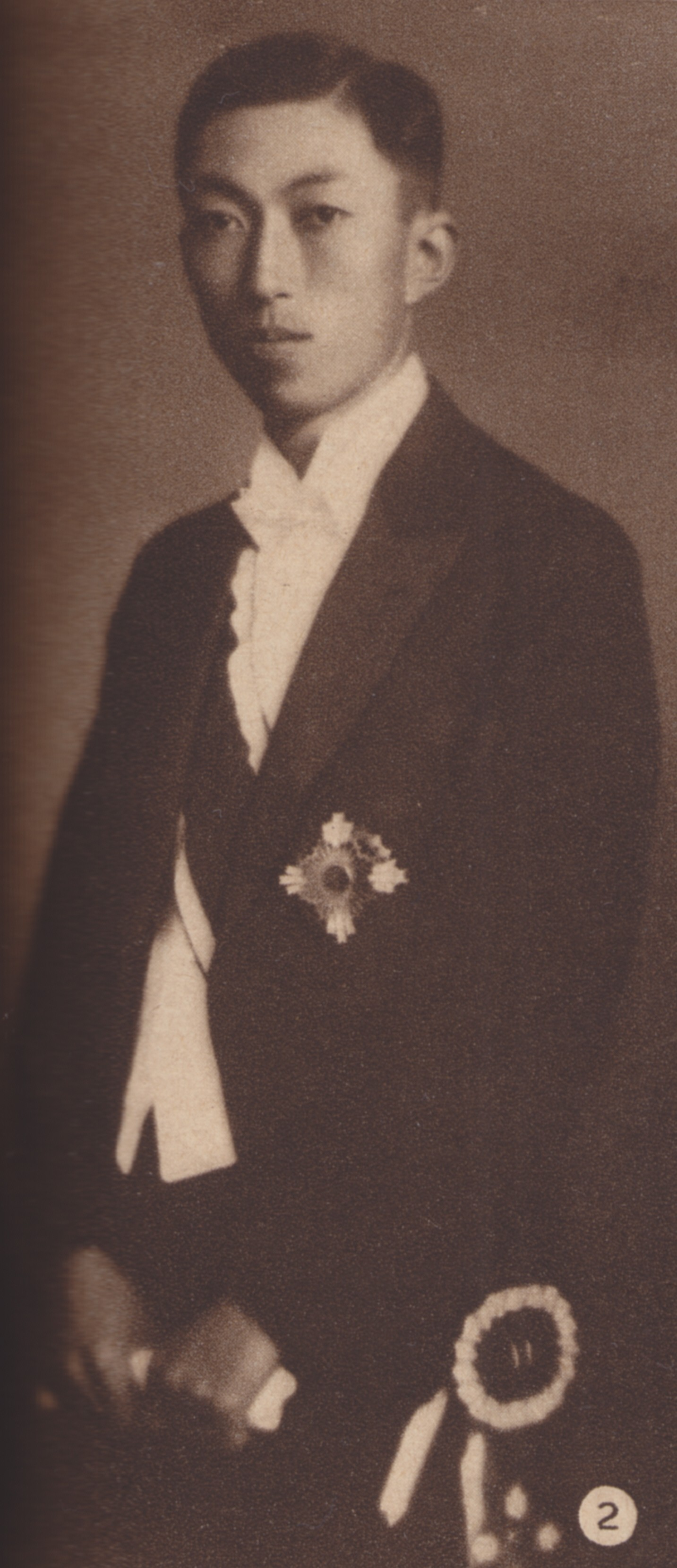
山階芳麿／1月28日没

パンチェン・ラマ10世／1月28日没

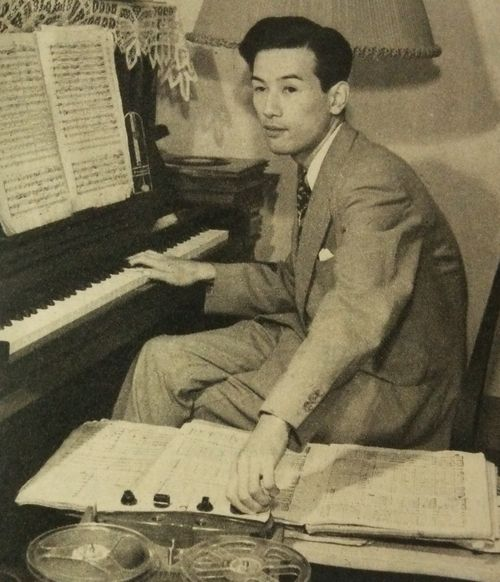
芥川也寸志／1月31日没

- 1月16日 - 柏村信雄、警察官僚（* 1907年）
- 1月21日 - 西山英雄、日本画家（* 1911年）
- 1月23日 - サルバドール・ダリ、画家（* 1904年）
- 1月23日 - 竹本常松、化学者（* 1913年）
- 1月23日 - 高橋良明、俳優（* 1972年）
- 1月25日 - 砂澤ビッキ、彫刻家（* 1931年）
- 1月27日 - トーマス・ソッピース、飛行家・実業家・ホーカー・エアクラフト会長（* 1888年）
- 1月27日 - 坂本登、プロ野球選手（* 1932年）
- 1月28日 - 山階芳麿、日本の皇族・華族・鳥類学者（* 1900年）
- 1月28日 - パンチェン・ラマ10世、化身ラマ・10代目パンチェン・ラマ（* 1938年）
- 1月30日 - 栗原俊夫、政治家（* 1909年）
- 1月31日 - 芥川也寸志、作曲家（* 1925年）